# Pauesia platyclaudi
Pauesia platyclaudi är en stekelart som beskrevs av Zhang och Ji 1992. Pauesia platyclaudi ingår i släktet Pauesia och familjen bracksteklar. Inga underarter finns listade i Catalogue of Life.